# St. Peter und Paul (Vilnius)

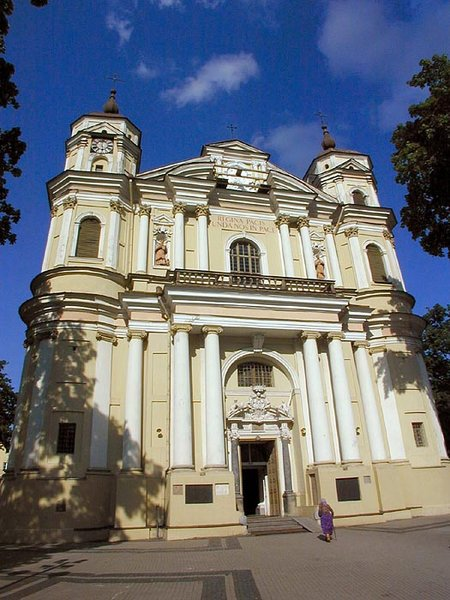
St. Peter und Paul-Kirche Vilnius

Die Kirche der Heiligen Apostel Peter und Paul (litauisch Šventų apaštalų Petro ir Povilo bažnyčia) ist eine der bedeutendsten Kirchen der litauischen Hauptstadt Vilnius. Die römisch-katholische Kirche ist ein Vertreter des barocken Baustils und beeindruckt insbesondere durch ihre meisterhaften Stuckarbeiten, die das gesamte Innere der Kirche ausfüllen.

## Architektur und Inneneinrichtung

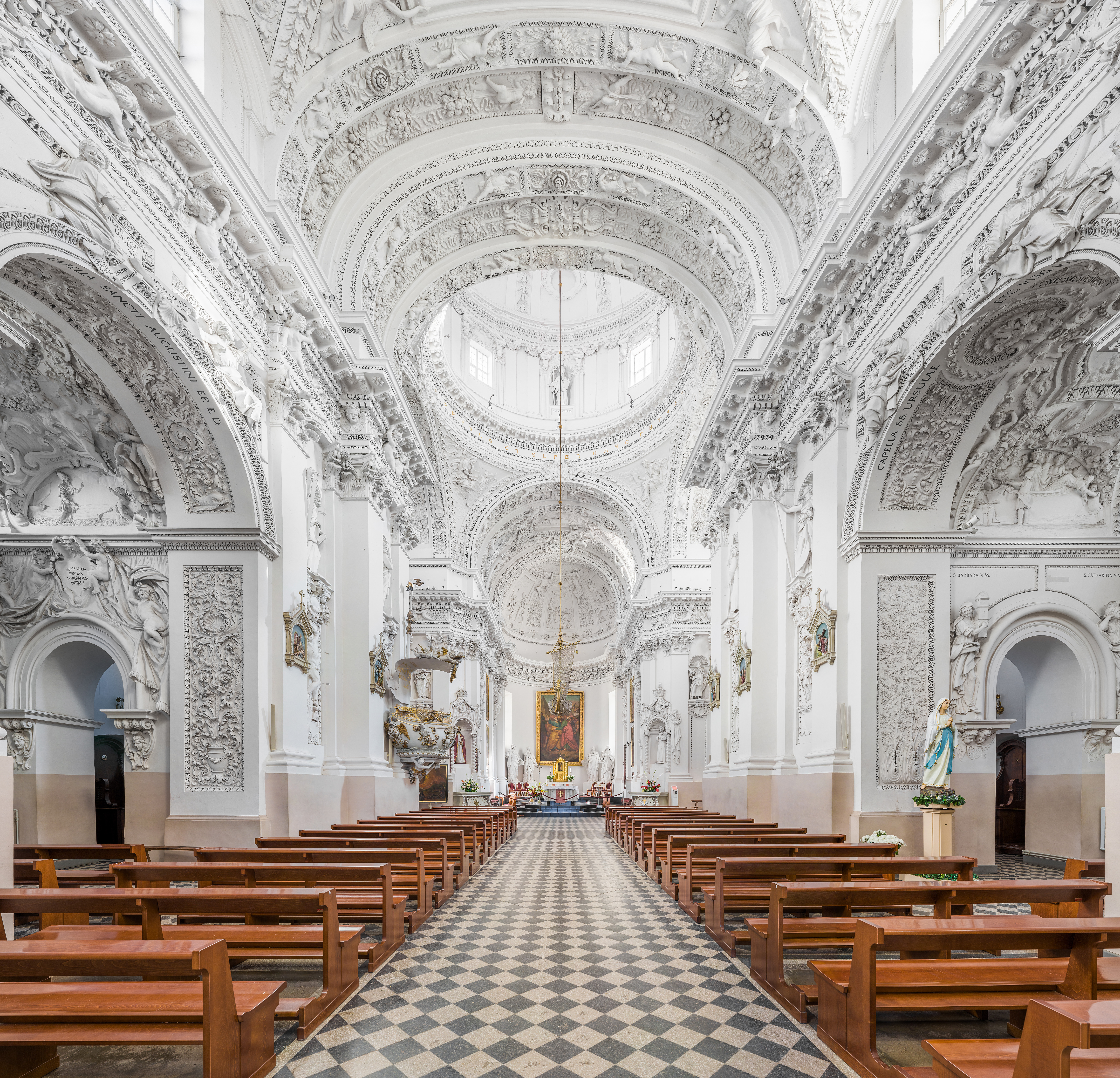
Kircheninneres

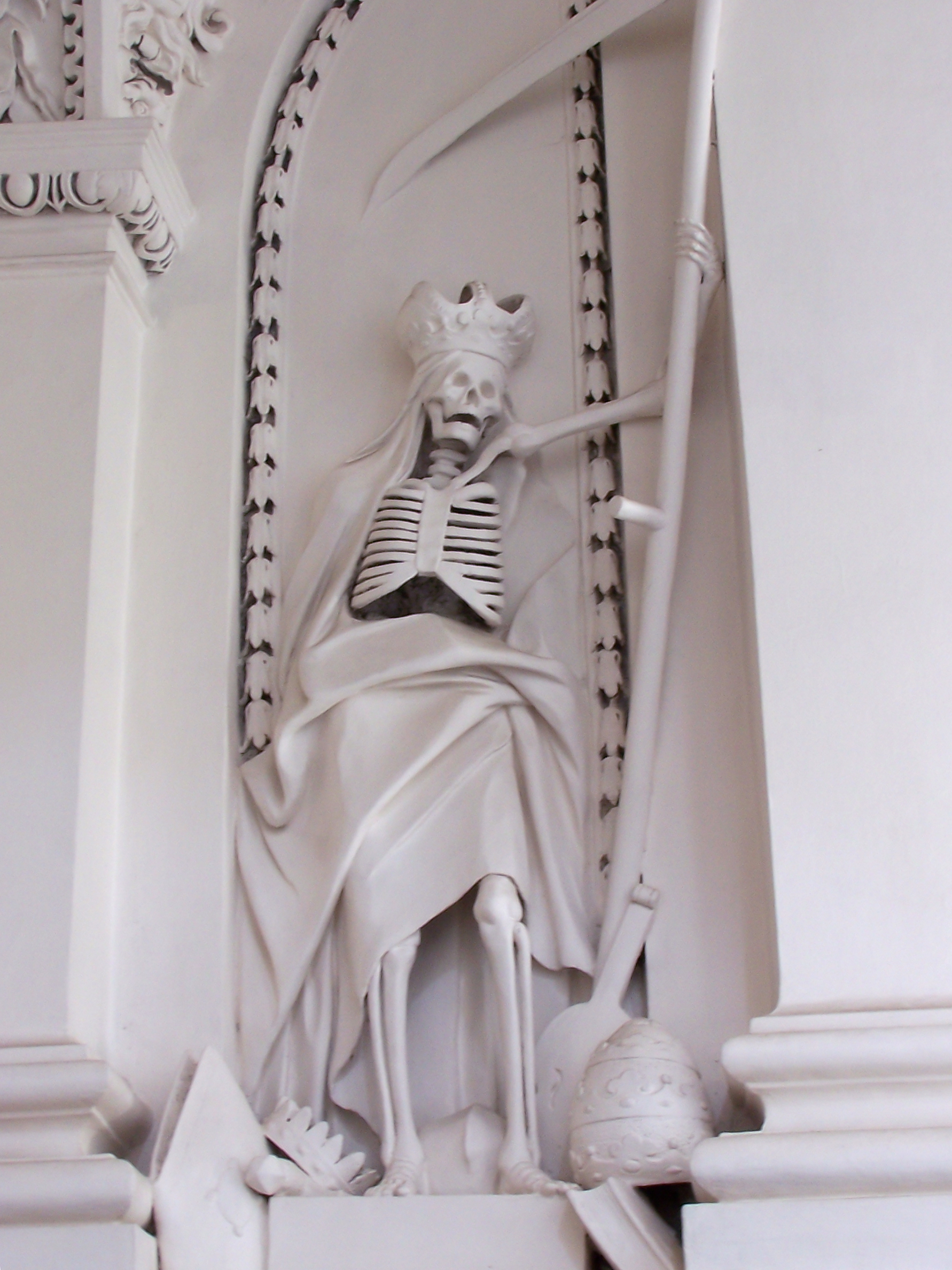
Figur am Kircheneingang

Die Kirche wurde im Wesentlichen in den Jahren 1668–1675 nach Plänen des polnischen Architekten Jan Zaor erbaut, der bis 1671 die Bauarbeiten leitete. Danach übernahm der italienische Architekt Giambattista Frediani die Bauleitung. Die Ausschmückung des Kircheninneren und die Dacharbeiten erfolgten ab 1676, wurde nach dem Tod des Stifters Pac 1685/6 unterbrochen, 1691 von anderen Künstlern wiederaufgenommen und 1704 fertiggestellt.
Ganz in der Tradition des italienischen Barock und ähnlich der älteren Kasimir-Kirche in Vilnius steht die Kirche auf dem Grundriss eines lateinischen Kreuzes mit einer großen, Licht spendenden Kuppel über der Vierung. Sie hat nur ein durchgehendes Schiff, dessen Decke in der Form eines Tonnengewölbes mit stark gliedernden Gurtbögen ausgeführt ist. An den Seiten des Schiffs befinden sich Kapellen, die durch Durchgänge miteinander verbunden sind. An den Chor schließen sich links und rechts Sakristeien an, deren linke durch eine Galerie mit dem Kloster (s. u.) verbunden ist.
Von außen wirkt der Bau ein wenig zusammengedrückt, denn das mächtige Säulenportal – es repräsentiert die in Litauen im Barock erstmalige (und ungewöhnliche) Verwendung von Säulen im Gegensatz zu den üblichen Pilastern – wird nur von zwei schmalen Türmen eingerahmt. Es fehlen geschwungene Linien und jegliche Betonung der Vertikalen.
Beeindruckend ist das fast gänzlich in weiß gehaltene Kircheninnere, das von Stuckarbeiten bedeckt und mit Plastiken bestückt ist. Diese Arbeiten wurden von den Künstlern Pietro Perti aus Muggio, Kanton Tessin, und Giovanni Maria Galli ausgeführt. Die Stuckverzierungen umrahmen an der Decke des Langschiffs sowie im Gurtbogen über der Orgel Fresken eines unbekannten Künstlers (wahrscheinlich Michelangelo Palloni). Trotz ihrer Fülle haben die Stuckarbeiten durch die Pilaster an den Wänden und Gurtbänder in den Gewölben eine klare Ordnung. Die Vertikale wird neben den Pilastern durch rechteckige längliche Reliefs und Figuren in Nischen betont. Die horizontale Gliederung wiederum wird durch ein mächtiges, rundum laufendes Hauptgesims mit einem darunter liegenden Fries bestimmt. Die halbplastischen Stuckarbeiten zeigen Pflanzenmotive, Gesichter und Masken, Putti und Cherubim sowie religiöse Figuren, aber auch Alltagsszenen und (dem Stifter Respekt zollend) Waffen. Besonders phantasievoll und plastisch sind die Seitenkapellen gestaltet mit Reliefs in den Deckengewölben und halbplastischen Figuren über den Torbögen oder in den Ecken.
Zu Beginn des 19. Jahrhunderts wurden umfangreiche Restaurierungsarbeiten im Inneren durchgeführt, die oft nicht an die Meisterhaftigkeit der Originale heranreichten. Außerdem wurde die Kanzel im Rokokostil in Form eines Schiffes geschaffen. Gleichzeitig wurde der Altar von 1700/01 verkauft; er steht heute in der Kirche von Boczki, Polen. Das große Altarbild Der Abschied der Heiligen Peter und Paul stammt von Franciszek Smuglewicz (lit. Pranciškus Smuglevičius) (1805), die vier Figuren im Altarraum von Kazimierz Jelski.

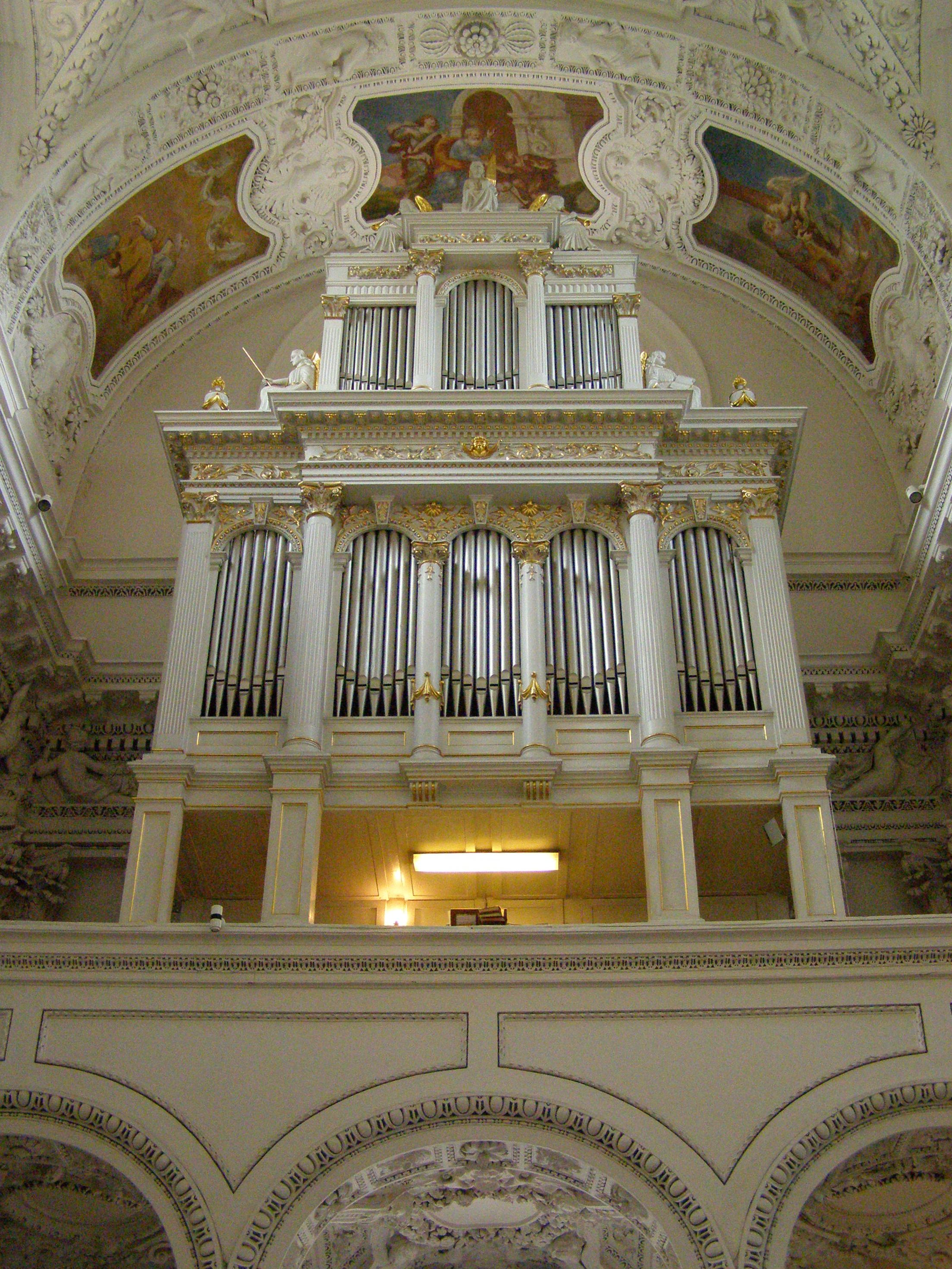
Orgelprospekt

In der Nische links vor dem Altarraum steht heute die wundertätige Jesusfigur Ecce homo, die 1864 aus dem von der russischen Verwaltung geschlossenen Kloster des Trinitarier-Ordens unweit der Peter-und-Paul-Kirche verbracht worden war. Die in der Kirche ausgestellte große Trommel war ein Beutestück Pac' im Krieg gegen die Osmanen (Schlacht von Chotyn 1673) und wurde von ihm der Kirche gestiftet. Der auffällige Lüster in Form eines Schiffes im Mittelschiff datiert aus dem Jahr 1905. Die heutige Orgel stammt aus der Werkstatt des Vilniusser Orgelbauers Jozef Radawicz 1907. Sie ersetzte eine Vorgängerin aus dem Jahr 1780.
Im Mai 2010 erhält die Peter-und-Paul-Kirche die Glocken der Stephanus-Kirche in Essen-Holsterhausen, die 2008 geschlossen wurde.
Die Orgel wurde von Juozapas Radavičius geschaffen.

## Geschichte
Die Kirche St. Peter und Paul liegt außerhalb der historischen Altstadt von Vilnius im Vorort Antakalnis. Hier war 1609–1616 eine neue Holzkirche an Stelle einer früheren aus dem 16. Jh. errichtet worden. Bereits im Krieg mit Moskau wurde sie im Jahr 1655 wieder zerstört. Zu diesem Zeitpunkt war der Kirche bereits ein Kloster der Augustiner-Chorherren der Lateran-Kongregation angeschlossen (seit 1625).
Auftraggeber des Neubaus war der Hetman (litauischer Heerführer) Michał Kazimierz Pac (lit. Mykolas Kazimieras Pacas), der sich mit seiner Stiftung ein Mausoleum schaffen wollte. Er starb noch vor Vollendung des Bauwerks im Jahre 1682 und wurde unter der Schwelle des Eingangs bestattet. Sein Grabstein ist heute an der rechten Seite des Eingangs angebracht und trägt die Inschrift Hic iacet peccator (Hier liegt ein Sünder).
Der Bezug auf den Stifter wird auch durch die Inschrift im Portal deutlich: In dem Spruch Regina pacis funda nos in pace (Königin des Friedens bestärke uns im Frieden) wird auf Pac’s Familiennamen Bezug genommen.
Mit der einsetzenden Repression nach dem zweiten litauisch-polnischen Aufstand von 1863 wurde das Kloster im folgenden Jahr geschlossen. Es diente in der Folgezeit als Lagerraum für das Militär, nach dem Zweiten Weltkrieg einer Schule für Radioelektronik.
Ein geplanter Umbau der Peter-und-Paul-Kirche in ein orthodoxes Gotteshaus scheiterte an den hohen Kosten, die Kirche blieb katholisch. Sie war eine der wenigen Kirchen in der Stadt, die auch in der sowjetischen Zeit (1944–1989) für Gottesdienste geöffnet war. Nach der Schließung der Kathedrale 1953 beherbergte sie bis 1989 den Sarg des Heiligen Kasimir. Heute dient die Kirche der litauischen und der polnischen katholischen Gemeinde.
Die „Schwesterkirche“ zu St. Peter und Paul in Vilnius ist in baulicher und entstehungsgeschichtlicher Hinsicht die Kirche des Klosters Pažaislis bei Kaunas.